# Jagielno (województwo dolnośląskie)
Jagielno (niem. Deutsch Jägel) – wieś w Polsce położona w województwie dolnośląskim, w powiecie strzelińskim, w gminie Przeworno.

## Podział administracyjny
W latach 1975–1998 miejscowość administracyjnie należała do województwa wałbrzyskiego.

## Nazwa
Nazwa wywodzi się od polskiej nazwy kaszy jaglanej – jagieł. Historię powstania nazwy miejscowości opisuje spisana po łacinie w latach 1269–1273 Księga henrykowska podając dwie zlatynizowane staropolskie nazwy Iagelno oraz Gagelno. W łacińskim tekście księga wyjaśnia genezę powstania nazwy Jagielno: "In diebus autem antiquis stabat in villam Ianusow quedam arbor, magno platanus, que arbor in Polonico uocatur Iawor. Ad cuius arboris radicem oriebatur fons, qui fons ab ipsa arbore appellabatur tunc temporis Iauworica. De illo fonte egreditur riuulus, qui hodierna die transit villam Heinrichow, sed ipse riuulus uocatur Iagelno, ea uidelicet racione, quia Poloni antiquitus in connallibus eiusdem riuuli sepe seminabant milium. Unde eciam castellum, quod nunc est inter Wadichowiz et claustrum, appellatur Gagelno." czyli w tłumaczeniu na język polski: "W dawnych czasach stało we wsi Januszów pewne wielkie drzewo, które po polsku zwie się jawor. U konarów tego drzewa biło źródło, które od tego drzewa zwane było wówczas Jaworzyca. Z tego źródła płynie potok, który dzisiaj przepływa przez wieś Henryków, lecz sam potok zwie się Jagielno, a to z tego mianowicie powodu, ponieważ Polacy od dawna w dolince tego potoku często siali jagły. Stąd też i gród, który obecnie znajduje się między Wadochowicami, a klasztorem, nazywa się Jagielno".
W księdze łacińskiej Liber fundationis episcopatus Vratislaviensis (pol. Księga uposażeń biskupstwa wrocławskiego) spisanej za czasów biskupa Henryka z Wierzbna w latach 1295–1305 miejscowość wymieniona jest w staropolskiej formie Jagelno.

## Zabytki
Do wojewódzkiego rejestru zabytków wpisany jest:
- zespół pałacowy:
  - pałac, z pierwszej połowy XVII w., przebudowany w XVIII w., końcu XIX w.
  - park, z XVIII w., 1840 r., początku XX w.

## Szlaki turystyczne
droga Szklary-Samborowice
(szlak zielony) – Jagielno – Krynka – Przeworno – Strużyna – Kaszówka – Jegłowa kop. – Gromnik – Biały Kościół – Nieszkowice – Czerwieniec – Kowalskie – Żelowice – Piotrkówek – Ostra Góra – Niemcza – Gilów – Piława Dolna – Góra Parkowa – Bielawa – Kalenica – Nowa Ruda – Tłumaczów – Radków – Pasterka – Karłów – Skalne Grzyby – Batorów – Duszniki-Zdrój – Szczytna – Zamek Leśna – Polanica-Zdrój – Bystrzyca Kłodzka – Igliczna – Międzygórze – Przełęcz Puchacza